# (7476) Ogilsbie
(7476) Ogilsbie est un astéroïde de la ceinture principale.

## Description
(7476) Ogilsbie est un astéroïde de la ceinture principale. Il fut découvert le 14 avril 1993 à Catalina Station par Timothy B. Spahr. Il présente une orbite caractérisée par un demi-grand axe de 3,15 UA, une excentricité de 0,23 et une inclinaison de 25,8° par rapport à l'écliptique.

## Compléments